# Pueblo nselle
Los nselle (también nsele) son un pueblo de agricultores pertenecientes al grupo étnico ekoi. Viven en el norte del Estado de Cross River, Nigeria. Comparten el idioma o conjunto de lenguas bakor con los pueblos nde, nta, nkim, nkum, ekajuk, nman, abanyom y efutop, aunque también hablan inglés. La compartida por los pueblos nde, nsele y nta es una lengua indígena de Nigeria. Pertenece a la familia lingüística Níger-Congo. El idioma es utilizado como primera lengua por todos en la comunidad étnica.
Mantienen la organización social ekoi, con grupos de clases de edad y dirigidos por un consejo de ancianos. Un grupo de sacerdotes o jefes espirituales asiste a la comunidad o al consejo en temas religiosos o espirituales. Igualmente cerca de un 80% de la población recibe asistencia de iglesias cristianas.
Los principales cultivos de su zona son el ñame, la mandioca y el arroz. También cultivan cacao, pimienta, maíz, naranjas, plátanos y okra, que luego comercializan en numerosos mercados de la zona.
Fueron uno de los grupos creadores de las esculturas Akawashi, estelas pétreas que recuerdan a sus jefes míticos. Los grupos más numerosos y también los más logrados y originales se hallan en las tierras de los nselle, donde se hallan unos noventa ejemplares de estas esculturas.